# 印度擬拉格鮡
印度擬拉格鮡，為輻鰭魚綱鯰形目骨鮡科的其中一種，為熱帶淡水魚類，分布於亞洲印度西高止山Kunthi河流域，棲息在底層水域，生活習性不明。